# Persebaya Surabaya
Persatuan Sepakbola Surabaya (übersetzt Fußballvereinigung von Surabaya), auch als Persebaya oder Persebaya Surabaya bekannt,  ist ein Fußballverein aus Surabaya. Aktuell spielt der Verein in der höchsten Liga des Landes, der Liga 1.
Das Logo von Persebaya zieren ein Hai und ein Krokodil, die Wappentiere der Stadt, das Heldendenkmal und ein Fußball. Die Hintergrundfarbe ist grün, die Farbe Persebayas.

## Geschichte
Der Verein wurde 1927 während der niederländischen Besatzung als Soerabhaisasche Indonesische Voetbal Bond (SIVB) gegründet, der im Gegensatz zum bereits seit 1910 ansässigen kolonialistischen Sorabaiasche Voetbal Bond (SVB) ein Verein für die Einheimischen war. 1943, während der japanischen Besatzung, änderte der Verein seinen Namen in Persibaya. 1959 änderte der Verein schließlich seinen Namen zum heutigen Persebaya, nachdem 9 Jahre zuvor auch der SVB in den Verein integriert wurde und es somit nur noch einen Verein in Surabaya gab.
Dies blieb auch bis zur Saison 2009/2010, in der sich der Verein aufgrund von Streitereien in zwei Vereine teilte. Der Hauptverein nannte sich in Persebaya 1927 und gewann 2015 den Rechtsstreit um den Namen und das Logo von Persebaya. Ein Jahr später zog dann auch der zweite Verein nach Jakarta um und ist dort jetzt als Bhayangkhara FC aktiv.
Seit 2018 spielt Persebaya wieder in der Liga 1.
Am 1. Oktober 2022 kam es bei einem Spiel Erstligaspiel beim Rivalen Arema Malang durch Ausschreitungen mit mindestens 135 Toten zu einer der verheerendsten Katastrophen in der Geschichte des Fußballs.

## Erfolge
- 1951, 1952, 1978, 1987/88 – Perserikatan – Sieger
- 1996–97, 2004 – Liga Indonesia – Sieger
- 2003, 2006, 2017 – Liga Indonesia First Division/Liga 2 – Sieger
- 1990 – Piala Utama – Sieger
- 2011 – Unity Cup – Sieger

## Stadion
Seine Heimspiele trägt der Verein im Gelora-Bung-Tomo-Stadion in  Surabaya aus. Das Stadion hat ein Fassungsvermögen von 50.000 Zuschauern. Eigentümer der Sportstätte ist die Stadt Surabaya.
Koordinaten: 7° 13′ 23,8″ N, 112° 37′ 21,8″ O

## Fans
Die Fans von Persebaya sind unter dem Namen Bonek, eine Abkürzung für das jawanische Bondho Nekat, das in etwas "rücksichtslos mit minimalen Ressourcen" bedeutet, bekannt. Weibliche Fans nennen sich Bonita. Die Fans prägen das Stadtbild von Surabaya mit unzähligen Wandmalereien. Es finden regelmäßig Fanfeste statt.

Bonek-Graffiti in Surabaya

## Trainer
| Name                 | Zeit bei Persebaya Surabaya | Zeit bei Persebaya Surabaya |
| Name                 | von                         | bis                         |
| -------------------- | --------------------------- | --------------------------- |
| Rusdy Bahalwan       | 1987                        | 1993                        |
| Mudayat              | 1993                        | 1995                        |
| Sasho Kostov         | 1995                        | 1996                        |
| Rusdy Bahalwan       | 1996                        | 1999                        |
| Riono Asnan          | 1999                        |                             |
| Jacksen F. Tiago     | 1999                        | 2000                        |
| Rudy William Keltjes | 2000                        | 2001                        |
| Rusdy Bahalwan       | 2001                        | 2002                        |
| M. Zein Alhadad      | 2002                        | 2003                        |
| Jacksen F. Tiago     | 2003                        | 2005                        |
| Freddy Muli          | 2005                        | 2006                        |
| Gildo Rodriguez      | 2006                        | 2007                        |
| Ibnu Grahan          | 2007                        |                             |
| Suhatman Imam        | 2007                        |                             |
| Freddy Muli          | 2008                        |                             |
| Aji Santoso          | 30. November 2008           |                             |
| Danurwindo           | 1. Juli 2009                | 30. Juni 2010               |
| Rudy William Keltjes | 2010                        |                             |
| Aji Santoso          | 30. November 2009           | 30. November 2010           |
| Divaldo Alves        | 17. April 2011              | 8. August 2012              |
| Miroslav Janu        | 1. Juli 2012                | 24. Januar 2013             |
| Fabio Oliveira       | 2013                        |                             |
| Iwan Setiawan        | 2017                        |                             |
| Alfredo Vera         | 1. Januar 2018              | 2. August 2018              |
| Bejo Sugiantoro      | 3. August 2018              | 14. August 2018             |
| Djadjang Nurdjaman   | 25. August 2018             | 10. August 2019             |
| Bejo Sugiantoro      | 10. August 2019             | 30. September 2019          |
| Wolfgang Pikal       | 1. Oktober 2019             | 30. Oktober 2019            |
| Aji Santoso          | 31. Oktober 2019            | heute                       |